# Trần Hưng Đạo, thành phố Nam Định
Trần Hưng Đạo là một phường thuộc thành phố Nam Định, tỉnh Nam Định, Việt Nam.

## Địa lý
Phường Trần Hưng Đạo có vị trí địa lý:
- Phía đông giáp phường Cửa Nam và phường Nam Phong
- Phía tây giáp phường Vị Xuyên
- Phía nam giáp phường Năng Tĩnh
- Phía bắc giáp phường Cửa Bắc và phường Quang Trung.

Phường Trần Hưng Đạo có diện tích 0,96 km², dân số năm 2022 là 21.595 người, mật độ dân số đạt 22.494 người/km².

## Lịch sử
Năm 1954, thành lập khu phố Nguyễn Du và khu phố Trần Hưng Đạo.
Ngày 21 tháng 4 năm 1965, Ủy ban Thường vụ Quốc hội ban hành Quyết định số 103-NQ-TVQH về việc thành lập tỉnh Nam Hà trên cơ sở tỉnh Hà Nam và tỉnh Nam Định. Khi đó, phường Nguyễn Du và phường Trần Hưng Đạo thuộc thành phố Nam Định, tỉnh Nam Hà.
Ngày 27 tháng 12 năm 1975, Quốc hội ban hành Nghị quyết về việc thành lập tỉnh Hà Nam Ninh trên cơ sở tỉnh Nam Hà và tỉnh Ninh Bình. Khi đó, phường Nguyễn Du và phường Trần Hưng Đạo thuộc thành phố Nam Định, tỉnh Hà Nam Ninh.
Ngày 31 tháng 1 năm 1981, UBND tỉnh Hà Nam Ninh ban hành Quyết định số 56-QĐ/TC về việc thành lập phường Phan Đình Phùng.
Ngày 23 tháng 4 năm 1985, Hội đồng Bộ trưởng Quyết định số 142-HĐBT về việc:
- Sáp nhập 14 tổ dân phố với 3.015 nhân khẩu của phường Trần Hưng Đạo vào phường Năng Tĩnh.
- Sáp nhập 1 tổ dân phố với 233 nhân khẩu của phường Trần Hưng Đạo và 4 tổ dân phố với 537 nhân khẩu của phường Nguyễn Du vào phường Cửa Bắc.
- Sáp nhập 4 tổ dân phố của phường Nguyễn Du với 537 nhân khẩu vào phường Trần Hưng Đạo.
- Sáp nhập 4 tổ dân phố với 433 nhân khẩu của phường Nguyễn Du vào phường Phan Đình Phùng.
- Sáp nhập 7 tổ dân phố với 1.542 nhân khẩu của phường Phan Đình Phùng vào phường Trần Hưng Đạo.
- Sáp nhập 26 tổ dân phố với 4.436 nhân khẩu của phường Phan Đình Phùng vào phường Vị Xuyên.

Phường Nguyễn Du còn 49 tổ dân phố với 12.035 nhân khẩu.
Phường Phan Đình Phùng còn 50 tổ dân phố với 11.006 nhân khẩu.
Phường Trần Hưng Đạo còn 63 tổ dân phố với 14.773 nhân khẩu.
Ngày 26 tháng 12 năm 1991, Quốc hội ban hành Nghị quyết về việc chia tỉnh Hà Nam Ninh thành tỉnh Nam Hà và tỉnh Ninh Bình. Khi đó, 3 phường: Nguyễn Du, Phan Đình Phùng, Trần Hưng Đạo thuộc thành phố Nam Định, tỉnh Nam Hà.
Ngày 6 tháng 11 năm 1996, Quốc hội ban hành Nghị quyết về việc chia tỉnh Nam Hà thành tỉnh Nam Định và tỉnh Hà Nam. Khi đó, 3 phường: Nguyễn Du, Phan Đình Phùng, Trần Hưng Đạo thuộc thành phố Nam Định, tỉnh Nam Định.
Ngày 2 tháng 12 năm 2021, HĐND tỉnh Nam Định ban hành Nghị quyết số 63/2021/NQ-HĐND về việc:
1. Phường Nguyễn Du
- Thành lập tổ dân phố số 1 trên cơ sở 5 tổ dân phố: 1, 18, 19, 20, 21.
- Thành lập tổ dân phố số 2 trên cơ sở 4 tổ dân phố: 2, 3, 4, 5.
- Thành lập tổ dân phố số 3 trên cơ sở 3 tổ dân phố: 6, 7, 9.
- Thành lập tổ dân phố số 4 trên cơ sở 4 tổ dân phố: 10, 11, 12, 13.
- Thành lập tổ dân phố số 5 trên cơ sở 4 tổ dân phố: 14, 15, 16, 17.

2. Phường Phan Đình Phùng
- Thành lập tổ dân phố số 1 trên cơ sở 4 tổ dân phố: 1, 2, 3, 4.
- Thành lập tổ dân phố số 2 trên cơ sở 3 tổ dân phố: 5, 6, 7.
- Thành lập tổ dân phố số 3 trên cơ sở 4 tổ dân phố: 8, 9, 10, 18.
- Thành lập tổ dân phố số 4 trên cơ sở 5 tổ dân phố: 11, 12, 13, 14, 15.
- Thành lập tổ dân phố số 5 trên cơ sở 5 tổ dân phố: 16, 17, 19, 21, 22.
- Thành lập tổ dân phố số 6 trên cơ sở 5 tổ dân phố: 20, 23, 24, 25, 26.

3. Phường Trần Hưng Đạo
- Thành lập tổ dân phố số 1 trên cơ sở 6 tổ dân phố: 1, 2, 3, 4, 5, 6.
- Thành lập tổ dân phố số 2 trên cơ sở 5 tổ dân phố: 8, 10, 11, 19, 20.
- Thành lập tổ dân phố số 3 trên cơ sở 5 tổ dân phố: 7, 9, 12, 13, 17.
- Thành lập tổ dân phố số 4 trên cơ sở 4 tổ dân phố: 14, 15, 16, 18.

Tính đến ngày 31/12/2022, phường Phan Đình Phùng có 0,39 km² diện tích tự nhiên và quy mô dân số là 8.520 người; phường Nguyễn Du có 0,21 km² diện tích tự nhiên và quy mô dân số là 6.362 người; phường Trần Hưng Đạo có 0,36 km² diện tích tự nhiên và quy mô dân số 6.713 người.
Ngày 23 tháng 7 năm 2024, Ủy ban Thường vụ Quốc hội ban hành Nghị quyết số 1104/NQ-UBTVQH15 về việc sắp xếp đơn vị hành chính cấp huyện, cấp xã trên địa bàn tỉnh Nam Định (nghị quyết có hiệu lực từ ngày 1 tháng 9 năm 2024). Theo đó, sáp nhập toàn bộ 0,39 km² diện tích tự nhiên, quy mô dân số là 8.520 người của phường Phan Đình Phùng và toàn bộ 0,21 km² diện tích tự nhiên, quy mô dân số là 6.362 người của phường Nguyễn Du vào phường Trần Hưng Đạo.
Phường Trần Hưng Đạo có 0,96 km² diện tích tự nhiên và quy mô dân số là 21.595 người.